# 若尾はるか
若尾 はるか（わかお はるか、12月21日 - ）は、愛知県出身の女性漫画家。名古屋造形芸術短期大学（現名古屋造形大学）を卒業後、OL経験を経て、週刊ヤングジャンプ（集英社）にて漫画家デビュー。「ねことも」（秋水社）にて「ねこまりょく」と、「ヤングアニマル」（白泉社）にて「美女♂menぱらだいす」を連載中の漫画家である。若尾コアラ・霊感漫画家としても紹介される。タロット占いが得意で、読者からもよく依頼されて占いを行う。代表作に『あずみマンマ・ミーア』、「もののふレボリューション」。ケータイ★まんが王国で『あずみマンマ・ミーア』と『トクした気分』を配信。
- 儀助: 作品「あずみマンマ・ミーア」に登場する悪魔のキャラクター

## エピソード
- 最近、自身のブログで様々な「コスプレ」を披露し、コスプレ漫画家・コスプレが性癖などと一部支持者より言われている。
- 桜塚やっくんと仲が良く、彼のバンドの漫画をヤングアニマル（白泉社）にて連載している。

## 略歴
- 1995年 集英社「あずみマンマ・ミーア」全6巻
- 1997年 あずみマンマ・ミーア、アニメ化[1]
- 2003年 短編映画「吉田みのる刑事」のタイトル・イラストを担当
- 2004年 竹書房「本当にあった愉快な話」にて連載
- 2012年 日本文芸社「女性が35歳までに知っておく 仕事とお金の常識」諸星 裕美：著　にて漫画担当
- 2013年 白泉社「ヤングアニマル」にて「美女♂men ぱらだいす」連載

## 作品・著書・コラム
- バトルエクスプレス
- あずみマンマ・ミーア
- トクした気分
- 本当にあった愉快な話 『コアラの描いた話』
- コミックGUM（コミック ガム） 『SHOCK!玩TOY』
- office YOU 『ブンブン』
- フィギュア王 『コアラのおたく捜索』
- ガシャポン HGシリーズ コンプリートブック
- もののふレボリューション（プリンセスGOLD／秋田書店）
- ねこまりょく（ねことも／秋水社）
- 美女♂menぱらだいす（ヤングアニマル／白泉社）

## メディア
- あずみマンマ・ミ～ア（テレビ朝日系 1997年）
- あずみマンマ・ミ～ア（東映ビデオ）
- あずみマンマ・ミ～ア CD （日本コロムビア）
- ケータイ★まんが王国（Bbmf）
- ニコニコ動画ガジェット通信「漫画家だらけの大喜利バトル」出演（2009年）